# Gliceolin sintaza
Gliceolin sintaza (EC 1.14.13.85, gliceolinska sintaza) je enzim sa sistematskim imenom 2-(or 4-)dimetilalil-(6aS,11aS)-3,6a,9-trihidroksipterokarpan,NADPH:kiseonik oksidoreduktaza (ciklizacija). Ovaj enzim katalizuje sledeću hemijsku reakciju
2-(ili 4-)dimetilalil-()-3,6a,9-trihidroksipterokarpan + NADPH + H+ + O2 {\displaystyle \rightleftharpoons } gliceolin + NADP+ + 2H2O
Ovaj enzim je hem-tiolatni protein (P-450). Gliceolini II i III se formiraju iz 2-dimetilalil--3,6a,9-trihidroksipterokarpana, dok se gliceolin I formira iz 4-izomera.

## Literatura
- Nicholas C. Price; Lewis Stevens (1999). Fundamentals of Enzymology: The Cell and Molecular Biology of Catalytic Proteins (Third изд.). USA: Oxford University Press. ISBN 019850229X.
- Eric J. Toone (2006). Advances in Enzymology and Related Areas of Molecular Biology, Protein Evolution (Volume 75 изд.). Wiley-Interscience. ISBN 0471205036.
- Branden C; Tooze J. Introduction to Protein Structure. New York, NY: Garland Publishing. ISBN 0-8153-2305-0.
- Irwin H. Segel. Enzyme Kinetics: Behavior and Analysis of Rapid Equilibrium and Steady-State Enzyme Systems (Book 44 изд.). Wiley Classics Library. ISBN 0471303097.

## Spoljašnje veze
- Glyceollin+synthase на 